# Escut i bandera de Crevillent
L'escut i la bandera de Crevillent són els símbols representatius de Crevillent, municipi del País Valencià, a la comarca del Baix Vinalopó.

## Escut heràldic
L'escut oficial de Crevillent té el següent blasonament:
| « | Escut quadrilong de punta redona. Truncat. Al primer quarter, en camper d'or, quatre pals de gules. Al segon quarter, en camper d'atzur, dos castells d'or sobremuntats d'un sol del mateix metall. Al timbre, corona reial oberta. | » |

## Bandera
La bandera oficial de Crevillent té la següent descripció:
| « | Bandera de proporcions 2:3. d'atzur, l'escut municipal al centre. | » |

## Història
L'escut fou aprovat per Decret 948/1962 de 26 d'abril. En 1999 va ser modificat per Resolució de 3 de desembre de 1999, del conseller de Justícia i Administracions Públiques, publicada en el DOGV núm. 3.669, de 19 de gener de 2000

Escut oficial de Crevillent entre 1962 i 1999, amb corona de marqués.

Aquesta modificació va consistir només en indicar la forma (boca) de l'escut (quadrilong de punta rodona) i canviar la corona de marqués per la corona reial oberta, d'acord amb la normativa heràldica valenciana.
Els castells i el sol són les primitives armories atribuïdes a Crevillent pel cronista Josep Montesinos. La corona de marqués de l'escut de 1962 era en record de l'antiga pertinença a Elx.
La bandera fou aprovada per Resolució de 7 d'octubre de 2004, del conseller de Justícia i Administracions Públiques, publicada en el DOGV núm. 4.872 de 28 d'octubre de 2004.